# Secteur fortifié de Lille

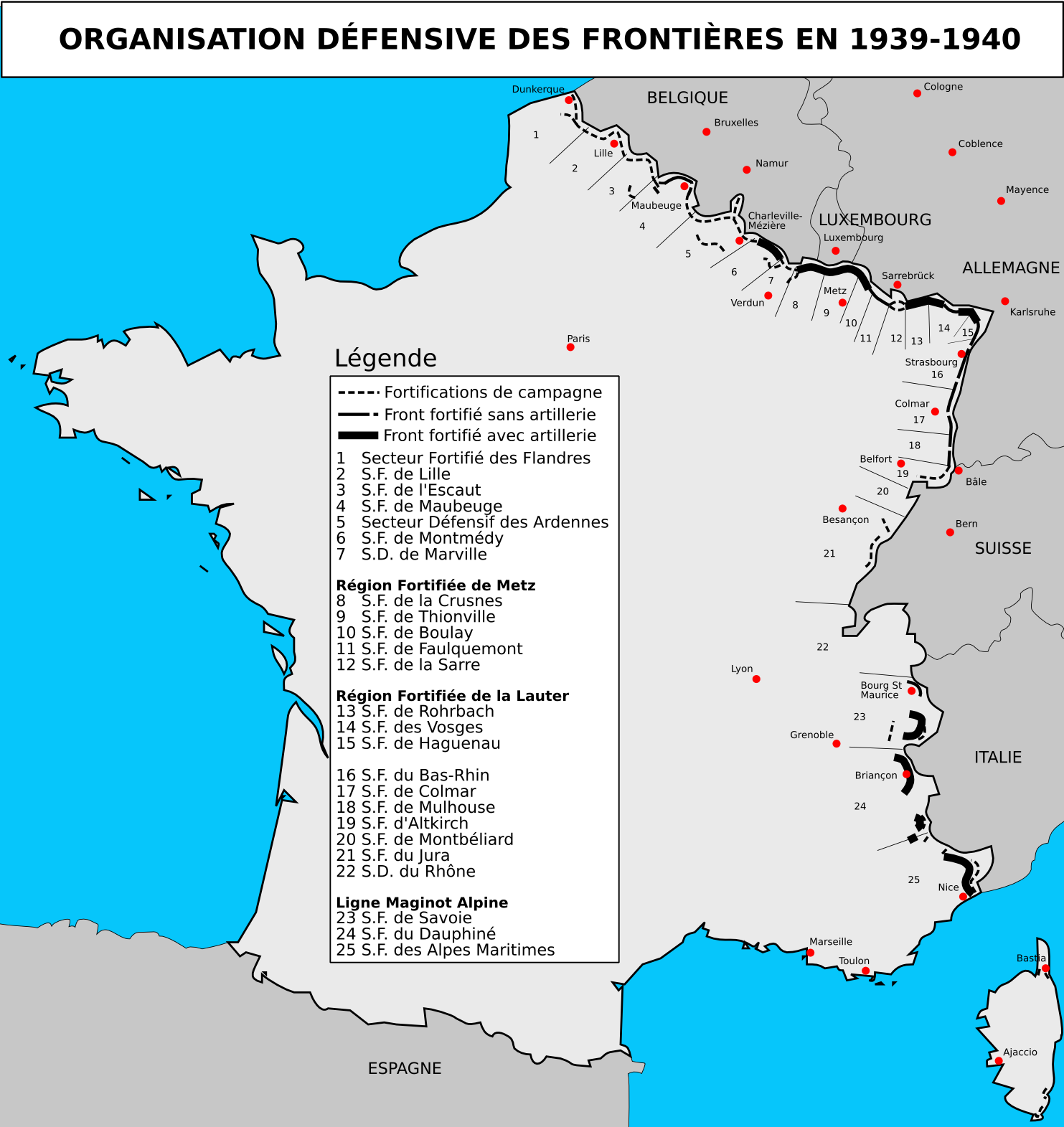
Carte de l'organisation en secteurs de la ligne Maginot.

Le secteur défensif de Lille, puis secteur fortifié de Lille, est une partie de la ligne Maginot, situé entre le secteur fortifié des Flandres et le secteur fortifié de l'Escaut.
Il forme une ligne le long de la frontière franco-belge, en arc de cercle autour de l'agglomération de Lille-Roubaix-Tourcoing, d'Armentières à Wabempré près de Maulde (dans le Nord). Les fortifications du secteur sont plutôt légères.
Pour un article plus général, voir Ligne Maginot.

## Organisation et unités
Le secteur est d'abord sous commandement de la 1re région militaire (QG à Lille), puis à la déclaration de guerre le secteur passe alors sous commandement de la BEF (British Expeditionary Force), dont les unités occupent les blockhaus.
Le 16e régiment régional de travailleurs a fourni une partie des travailleurs (d'où le nom des blockhaus MOM : main-d'œuvre militaire) pour la construction des casemates et blockhaus.

## Liste des composants

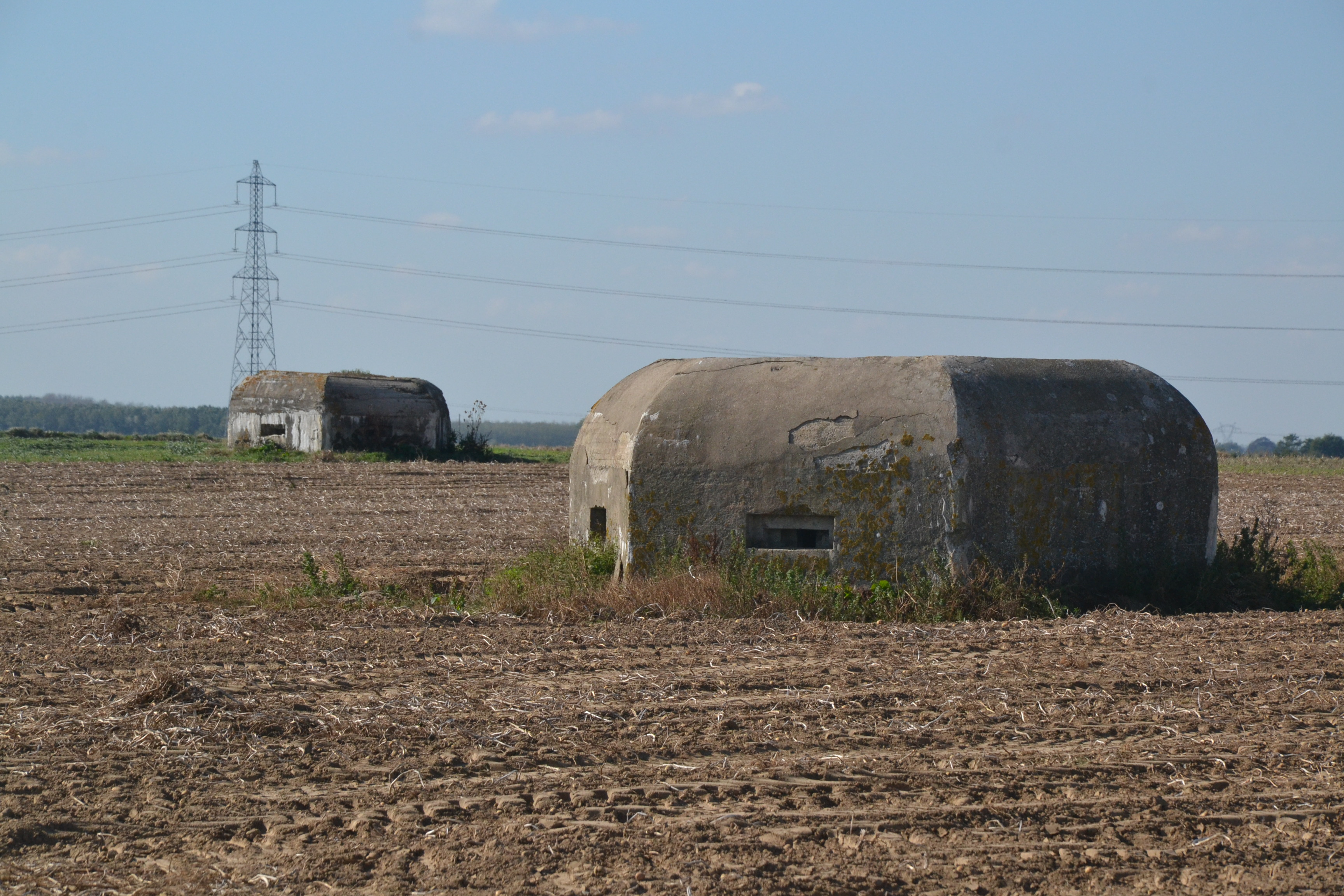
Casemates près de Cysoing.

Le secteur est fortifié avec 65 blockhaus MOM (type 1re RM) et neuf tourelles STG, le tout construit à partir de 1937, mais principalement entre 1939 et 1940.

## Histoire
D'abord appelé « secteur défensif de Lille » lors de sa création en 1939, il est renommé « secteur fortifié de Lille » le 16 mars 1940.
Du 25 au 31 mai 1940, une partie de ses blockhaus sont utilisés lors de la défense de l'agglomération lilloise.